# Lincoln Grand Prix
Der Lincoln Grand Prix ist ein britischer Wettbewerb im Straßenradsport, der als Eintagesrennen rund um die Stadt Lincoln (Hauptstadt der Grafschaft Lincolnshire) in der Grafschaft veranstaltet wurde.

## Geschichte
Der Lincoln Grand Prix wurde 1956 begründet und fand bis 2019 regelmäßig statt. 2022 ist er wieder in den nationalen Rennkalender von British Cycling aufgenommen worden.
1956 bis 1967 fand das Rennen unter dem Namen „Witham-Valley Grand Prix“ statt. Später fand es auch unter dem Namen „Rapha Lincoln Grand Prix“ statt. Erfolgreichste Fahrer sind bisher mit vier Siegen Russell Downing und Paul Curran.

## Sieger
- 1956  Bob Eastwood
- 1957  Ron Coe
- 1958  Ron Coe
- 1959  Ron Coe
- 1960  John Perks
- 1961  John Perks
- 1962  Jim Grieves
- 1963  Albert Hitchen
- 1964  Albert Hitchen
- 1965  Arthur Durham
- 1966  John Clarey
- 1967  Des Thomson
- 1968  Douglas Dailey
- 1969  Peter Smith
- 1970  Tom Mullins
- 1971  Dave Allen
- 1972  Phil Edwards
- 1973  Dave Vose
- 1974  Steve Heffernan
- 1975  Tony Gornall
- 1976  Bill Nickson
- 1977  Dave Cuming
- 1978  Steve Lawrence
- 1979  Geoff Taylor
- 1980  Steve Joughin
- 1981  Phil Thomas
- 1982  Mark Bell
- 1983  Malcolm Elliott
- 1984  Neil Martin
- 1985  Darryl Webster
- 1986  Paul Curran
- 1987  Paul Curran
- 1988  Paul Curran
- 1989  Mark Gornall
- 1990  Brian Smith
- 1991  Paul Curran
- 1992  John Charlesworth
- 1993  Keith Reynolds
- 1994  Chris Walker
- 1995  Mark Walsham
- 1996  Kevin Dawson
- 1997  John Tanner
- 1998  Chris Lillywhite
- 1999  Saulius Ruskys
- 2000  Chris Newton
- 2001  John Tanner
- 2002  Huw Pritchard
- 2003  Mark Lovatt
- 2004  David O’Loughlin
- 2005  Russell Downing
- 2006  Kristian House
- 2007  Dean Downing
- 2008  Russell Downing
- 2009  Russell Downing
- 2010  Chris Newton
- 2011  Scott Thwaites
- 2012  Russell Downing
- 2013  Peter Kennaugh
- 2014  Yanto Barker
- 2015 nicht ausgetragen
- 2016  Thomas Stewart
- 2017  Ian Bibby
- 2018  Alex Richardson
- 2019  Thomas Stewart
- 2020–2021 nicht ausgetragen
- 2022  Luke Lamperti